# Robert Dudley Baxter
Robert Dudley Baxter, född 1827 i Doncaster, Yorkshire, död 17 maj 1875, var en engelsk statistiker och ekonom.
Av hans talrika skrifter och artiklar, som i huvudsak ägnas åt statistik och skattefrågor, kan särskilt nämnas Railway Extension and its Results (1866), The National Income (1868), Taxation of the United Kingdom (1869), i vilken skatternas fördelning och tryck på de olika befolkningsklasser utreds (han uppskattar här Storbritanniens nationalförmögenhet till sex miljarder brittiska pund), Political Progress of the Working Classes (1871) och Recent Progress of National Debts (1874). Av hans politiska skrifter är History of English Parties and Conservatism (1870) den främsta.